# Onthophagus lituratus
Onthophagus lituratus är en skalbaggsart som beskrevs av Roth 1851. Onthophagus lituratus ingår i släktet Onthophagus och familjen bladhorningar. Inga underarter finns listade i Catalogue of Life.